# 1420年代
1420年代（せんよんひゃくにじゅうねんだい）は、西暦（ユリウス暦）1420年から1429年までの10年間を指す十年紀。

## できごと

### 1421年
- 明の永楽帝、首都を南京から北京(順天府)に遷す。

### 1429年
- ジャンヌ・ダルク、オルレアンの囲みを解く。